# Verfassung der Demokratischen Volksrepublik Korea

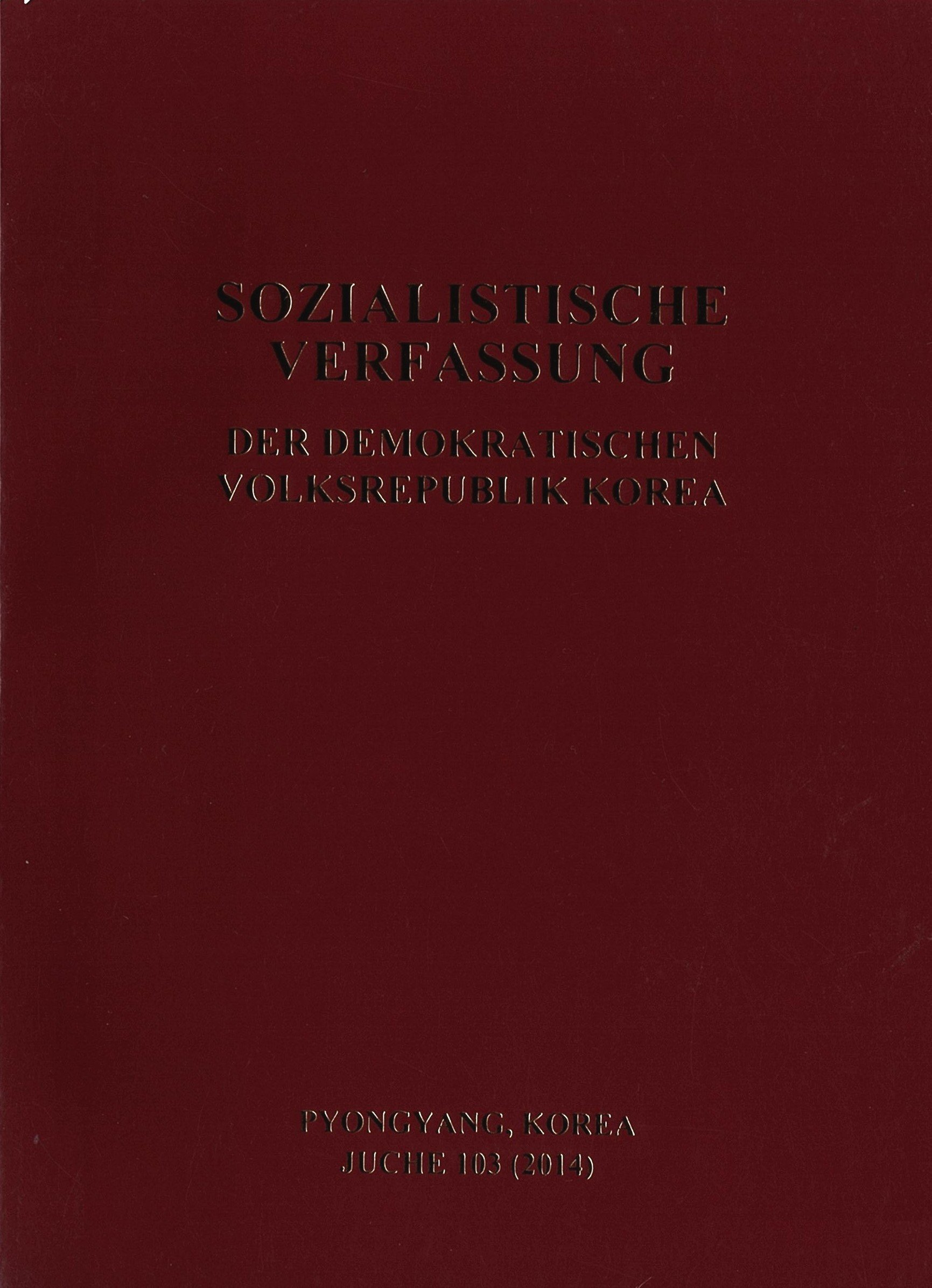
Titelseite der Verfassung

Die Sozialistische Verfassung der Demokratischen Volksrepublik Korea (koreanisch 조선민주주의인민공화국 사회주의헌법) wurde am 27. Dezember 1972 auf der ersten Tagung der V. Legislaturperiode der Obersten Volksversammlung angenommen und ersetzte die erste, im September 1948 angenommene, Verfassung. Im Jahre 2019 wurde sie zum letzten Mal geändert.

## Unterteilung
Die aktuelle Verfassung der Demokratischen Volksrepublik Korea von 2019 besteht aus 171 Artikeln, die wie folgt in sieben Abschnitte unterteilt sind:
- Präambel
- Abschnitt I Politik
- Abschnitt II Wirtschaft
- Abschnitt III Kultur
- Abschnitt IV Landesverteidigung
- Abschnitt V Grundrechte und Grundpflichten der Bürger
- Abschnitt VI Staatsapparat
  - Paragraf 1 Die Oberste Volksversammlung
  - Paragraf 2 Vorsitzender des Komitees für Staatsangelegenheiten der Demokratischen Volksrepublik Korea
  - Paragraf 3 Das Komitee für Staatsangelegenheiten
  - Paragraf 4 Das Präsidium der Obersten Volksversammlung
  - Paragraf 5 Das Kabinett
  - Paragraf 6 Die örtlichen Volksversammlungen
  - Paragraf 7 Die örtlichen Volkskomitees
  - Paragraf 8 Staatsanwaltschaft und Gericht
- Abschnitt VII Staatswappen, Staatsflagge, Staatshymne und Hauptstadt

## Verfassungsinhalt
Im Vorwort der Verfassung werden die Schritte des ewigen Präsidenten Kim Il-sung zur Gründung der Volksrepublik beschrieben. Kim Jong-il wird als „Beschützer des sozialistischen Korea“ dargestellt, der den von Kim Il-sung aufgebauten Staat „weiterentwickelte“. Definiert wird die Verfassung am Ende des Vorwortes als „Kim Il Sungs und Kim Jong Ils Konstitution, in der Kim Il Sungs und Kim Jong Ils eigenständiges Gedankengut über den Staatsaufbau und ihre diesbezüglichen Verdienste rechtlich verankert sind“.
Die achtzehn Artikel des ersten Abschnitts handeln von der politischen Struktur des Staates. Artikel 1 bezeichnet Nordkorea als „ein[en] souveräne[n] sozialistische[n] Staat, der die Interessen des ganzen koreanischen Volkes vertritt“ und Artikel 12 als eine „volksdemokratische Diktatur“. Diese letztgenannte Bezeichnung folgt der Definition über die Volksrepublik China in Artikel 1 der Verfassung der Volksrepublik China. Das Verfahren zur Besetzung öffentlicher Ämter wird in Artikel 5 als „demokratischer Zentralismus“ bezeichnet. Die Führungsrolle der Partei der Arbeit Koreas ist in Artikel 11 verankert. Artikel 15 besagt, dass Nordkorea „die demokratischen nationalen Rechte und die im Völkerrecht allgemein anerkannten legitimen Rechte sowie die Interessen der koreanischen Landsleute im Ausland“ vertritt. Die Macht gehört vier ausdrücklich erwähnten sozialen Gruppen: den Arbeitern, den Bauern, den Armeeangehörigen und den werktätigen Intellektuellen. Der zweite Abschnitt über die Wirtschaft besagt, dass die Produktionsmittel Eigentum des Staates, der gesellschaftlichen Organisationen und der Genossenschaften sind. Artikel 45 im dritten Abschnitt legt fest, dass der Staat die allgemeine zwölfjährige Schulpflicht, einschließlich der einjährigen Vorschulpflicht, entwickelt. In weiteren Artikeln garantiert der Staat eine unentgeltliche Ausbildung und gewährt den Studenten der Hochschulen und Fachschulen Stipendien. Der vierte Abschnitt, bestehend aus nur vier Artikeln, betont die Aufgabe der Streitkräfte, die Selbstverteidigung und die Einheit zwischen Armee und Volk.
Die Grundrechte und -pflichten der Bürger sind ausführlich im fünften Abschnitt beschrieben worden. Das Wahlrecht der Bürger wird wie folgt beschrieben: „Jeder Bürger, der das 17. Lebensjahr vollendet hat, ist, unabhängig von seinem Geschlecht, seiner Nationalität, seinem Beruf, seiner Aufenthaltsdauer, seiner Vermögenslage, seinem Bildungsgrad, seiner Parteizugehörigkeit, seinen politischen und religiösen Anschauungen, wahlberechtigt und kann gewählt werden.“ Dasselbe gilt auch für die Bürger, die in der Armee dienen. Gemäß Artikel 67 genießen die Bürger Meinungs-, Presse-, Versammlungs-, Demonstrations- und Vereinigungsfreiheit sowie gemäß Artikel 68 Religionsfreiheit. Artikel 70 garantiert das Recht auf Arbeit und verspricht den Bürgern Arbeit entsprechend ihren Fähigkeiten und Entgelt entsprechend der Quantität und Qualität der geleisteten Arbeit. Laut Artikel 71 haben die Bürger das Recht auf Erholung, das durch die festgelegte Arbeitszeit, die Ruhetage, den voll bezahlten Urlaub, den Aufenthalt in Erholungsstätten und Ferienheimen auf Staatskosten sowie durch die kulturellen Einrichtungen garantiert wird. Artikel 77 gewährleistet die Gleichstellung der Geschlechter und Artikel 78 den Schutz von Ehe und Familie. Beschränkt werden die Grundrechte unter anderem durch die Pflicht, „die politisch-ideologische Geschlossenheit und Einheit des Volkes standhaft zu verteidigen“ (laut Artikel 81) und „die sozialistischen Lebensnormen einzuhalten“ (laut Artikel 82).
Der sechste Abschnitt beschreibt den Staatsapparat bzw. die Exekutive des Staates und besteht aus 81 Artikeln, aufgeteilt in acht Paragraphen. Im siebten Kapitel ist das Staatswappen, die Staatsflagge, die „Hymne auf die Vaterlandsliebe“ als Staatshymne und Pjöngjang als Hauptstadt festgelegt worden.

## Verfassungsänderungen
Die erste Verfassung wurde im September 1948 angenommen und am 27. Dezember 1972 durch eine neue ersetzt. Änderungen der Verfassung von 1972 wurden am 9. April 1992, am 5. September 1998, am 9. April 2009, am 9. April 2010, am 13. April 2012, am 1. April 2013, am 30. Juni 2016 und am 29. August 2019 vorgenommen.
Die erste nordkoreanische Verfassung von 1948 beruhte auf der sowjetischen Verfassung von 1936 und wurde in der 1. Obersten Volksversammlung im September 1948 verabschiedet. Josef Stalin bearbeitete die Verfassung persönlich in Moskau, zusammen mit Terentij Schtikow, dem de facto sowjetischen Gouverneur von Nordkorea. Einige Artikel wurden später von sowjetischen Vorgesetzten neugeschrieben. Nach der Verfassung von 1948 war die Oberste Volksversammlung das höchste Staatsorgan, während das Präsidium der Obersten Volksversammlung für Initiativen und die Politikgestaltung verantwortlich war. Im Gegensatz zu späteren Verfassungen gewährte die erste Verfassung der herrschenden Partei der Arbeit Koreas keinen privilegierten Status. Die Verfassung von 1948 wurde 1972 durch eine neue Verfassung ersetzt.
Die Fassung von 2009 wurde um sechs Artikel erweitert im Vergleich zur Fassung von 1998. Paragraph 2 des sechsten Abschnitts „Vorsitzender des Verteidigungskomitees der Demokratischen Volksrepublik Korea“ wurde komplett neu hinzugefügt. In Artikeln 29 und 40 (Wirtschaft bzw. Kultur) ist das Wort 공산주의 („Kommunismus“) entfernt worden.
In der 2012 geänderten Verfassung bezeichnet Nordkorea sich als ein Staat „im Besitz der Atomwaffe“.
Die Verfassungsänderung im April 2013 wurde auf der 7. Tagung der XII. Legislaturperiode der 12. Obersten Volksversammlung angenommen.
Die Verfassung wurde im Juni 2016 auf der 4. Tagung der 13. Obersten Volksversammlung geändert. Das nationale Verteidigungskomitee wurde in Komitee für Staatsangelegenheiten der Demokratischen Volksrepublik Korea umbenannt. Dementsprechend wurde die Bezeichnung auf der gleichen Tagung auch in der Verfassung formal geändert.